# 前田公輝
前田 公輝（日语：／ Maeda Gōki，1991年4月3日—）是出身於日本神奈川縣的男演員。Horipro旗下藝人。身高是179公分。

## 人物
- 手指很靈巧，興趣是製作LEGO、塑膠模型。
- 將來的夢想是組成樂團，成為能唱能演的演員。
- 愛好運動，但由於常常在剛開始社團活動時就接到了工作通告，因此每種運動都沒辦法長久持續。
- de・Lencquesaing望是他私下常一起遊玩的好友。
- 在學校很活潑，與在天才兒童MAX節目中的形象很相近。（根據雜誌上他本人所說）
- 在國中3年級的前期・後期都擔任班長。
- 組成了以「ぴんくシャツ」為名的2人樂團。在樂團裡擔任吉他手。
- 與同樣是TV戰士的堀江幸生的出生年月日相同。

### 天才兒童MAX
- 作為NHK天才兒童MAX的TV戰士一員，活躍在2003年度開始的3年間。
- 在天才兒童MAX中，他每個年度的攝影棚戲服都有加入粉紅色，不知道粉紅色是不是他的代表色。
- 同期生是de・Lencquesaing望、川崎樹音、櫻井結花、近藤Emma、張沢紫星、堀口美咲。
- 在2003年度與井出卓也一起組成了名叫「まえだたくや(前田卓也)」的搞笑拍檔，並展現了笑料。（負責裝笨）
- 2004年度是屬於R.G.（レインボー・ガーディアンズ）（2004年度）這個隊伍、2005年度是屬於蒸氣騎士團（2005年度）這個隊伍。
- 在2004年度的連續劇內演出「ハムテル」這個搞笑角色，展現出令人意外的一面。（角色介紹欄上寫著:「ハッスル財閥御曹司・ハムテル」）
- 在MTK（Ending MTK）這個單元中，參與了間寛平 with TDD（2003年度）、ランダム!!スロー、グラスオニオン（2004年度）、Our Treasures（2005年度）。
- 在Our Treasures的樂團演奏中擔任吉他手。
- 在笑藝部中與井出卓也一同表演搞笑題材。
- 與Barnes勇氣一起工作的場合很多。
- 稱呼同年紀的村田Chihiro為小千（ちーちゃん）。對其他人使用的暱稱也很多。
- 也曾經被稱呼為「ごうちゃん」。
- 2006年天才兒童MAX夏季的公演中，與村田Chihiro、飯田里穗、de・Lencquesaing望一起參觀。
- 2003年度中與de・Lencquesaing望・山元龍一・ブライアン・ウォルターズ・マイケル・メンツァー一起在「なりきり!シンガーズ」單元的暑假特別編演出，模仿成SMAP的中居正廣（同時也組成了SMAX）。並且由當時擔任SMAP舞蹈指導師的KABA.ちゃん來指導舞蹈。
- 在2004年2月的公演「猴子劇團的Golgo13面相!」中，演出ブラックキャッツ(黑貓)其中一員的角色。但是，當一起演出同樣角色的井出卓也・ジョアン・ヤマザキ・近藤Emma發出「～ニャー(～喵)」的聲音時，只有他是發出「～ワン(～汪)」的聲音。

## 主要作品

### 電視
- 嘩嘩牧場（1998年、CS・CATV）
- 男孩子·女孩子（1999年10月 - 11月、富士電視台）
- 結婚爭奪（1999年、朝日電視台）- 飾 卓也
- 世界gotta煮偉人傳・徳川家康篇（2000年7月、富士電視台）
- 冠軍大胃王（2000年8月、日本電視台） - 飾 井原滿（童年時代）
  - 第6話「被原諒的九官鳥…火焰的友情！納涼烤雞肉串對決」
  - 第9話「病魔向冠軍迫近…一口蕎麥麵713克的背叛」
- 幸福的明日（2000年11月、富士電視台）
- 清爽3組（2001年4月 - 2002年3月、NHK教育台） - 飾 村上晴夫
- 小D的時間-希望家的人們-（2002年3月、NHK綜合頻道） - 飾 高岩
- 天才兒童MAX（2003年度 - 2005年度、NHK教育台）
- 世界奇妙物語・春之特別編 「氛差值教育」（2007年3月26日、富士電視台） - 飾 小山田
- 考試之神（2007年、日本電視台） - 飾 菅原敏明
- 寵物當家（2008年、東京電視台）
- DA:MOVIE TV!!（2008年3月2日 - 3月30日、Sky PerfecTV!）
- 極道鮮師III（2008年4月、日本電視台） - 飾 濱口公輝
- 學校學不到的事（2008年7月、日本電視台） - 飾 成田靜也
- 結婚萬歲 第4話 （2009年5月11日、富士電視台） - 飾 陽介
- 戀愛小說家·伊崎龍之介（2009年7月9日 - 9月3日、朝日電視台） - 飾 山本浩輔
- 橫山秀夫懸疑四部作・第一夜「第十八洞」（2010年3月14日、WOWOW） - 飾 樫村保夫
- PIRAMEKINO G「粗糙戰士Piramekiddo」（2010年6月4日・6月11日、東京電視台） - 飾 中村
- 花樣少年少女～美男☆樂園～2011（2011年7月 - 9月、富士電視台） - 飾 北花田剛
- 被稱作早海的日子（2012年2月5日、2月12日、富士電視台）
- 分身（2012年2月 - 3月、WOWOW）- 飾 樂團成員
- 周六Wide劇場・事件15（2012年5月12日、朝日電視台） - 飾 中井涼
- 私立馬鹿蘭高校 第7話（2012年5月26日、日本電視台）
- Summer Rescue～天空的診療所～（2012年7月 - 9月、TBS） - 飾 田中謙介
- 彩色日村 第8話（2012年12月3日、TBS） - 飾 男子高中生
- 假面教師（2013年7月6日、日本電視台） - 飾 光太郎
- 金田一少年之事件簿 獄門塾殺人事件（2014年1月4日、日本電視台） - 飾 中屋敷學
- SHARK 第4話（2014年2月1日、日本電視台） - 飾 千秋
- 戀文日和 第6話（2014年2月11日、日本電視台） - 飾 南田航一郎
- 柏拉圖式（2014年5月 - 7月、NHK BS Premium） - 飾 廣末省吾
- White Lab～警視廳特別科學搜查班～ 第8話（2014年6月2日、TBS） - 飾 永倉卓司
- Binta! ～律師事務員箕輪用愛解決一切～ 第11、12話（2014年12月11日・12月18日、讀賣電視台・日本電視台） - 飾 田島一馬
- 所以去荒野（2015年1月 - 3月、NHK BS Premium） - 飾 森村健太
- 獻給阿爾吉儂的花束 （2015年4月 - 6月、TBS） - 飾 神田勇樹
- WILD HEROES 第2話 -（2015年4月 - 6月、日本電視台） - 飾 守
- 死亡筆記本（2015年7月5日、日本電視台） - 飾 松田桃太
- 產科醫鴻鳥 第2、6、9話（2015年10月23日、TBS） - 飾 木原雄彌
- ダマシバナシ（2015年12月20日、日本電視台） - 主演・吉田朝陽
- MARS～只是愛著你 第5話 - 第10話（2016年2月21日 - 3月27日、日本電視台） - 飾 樫野聖
- 毒島百合子的赤裸裸日記（2016年4月 - 6月、TBS） - 飾 木本涼
- 寬鬆世代又怎樣 第7・8話（2016年5月29日・6月5日、日本電視台）
- 警視廳・搜查一課長 第10話（2016年6月16日、朝日電視台） - 飾 塩田和義
- 都市警衛24（2016年9月16日、日本電視台）- 飾 誘拐犯
- Producer K（2016年9月28日、朝日電視台） - 飾 小林健吾
- IQ246〜華麗事件簿〜 第5話（2016年11月13日、TBS） - 飾 栗屋太郎
- 謊言戰爭 第2話（2017年1月17日、關西電視台・富士電視台） - 飾 九谷律師
- 只要有北齋和飯（2017年1月23日 - 3月13日、MBS・TBS） - 飾 柑田川永太郎
- 殘酷的觀眾們（2017年5月18日 - 7月20日、日本電視台） - 飾 內野悠人
- 紅鬍子（NHK BS Premium） - 飾 津川玄三
  - 紅鬍子（2017年11月3日 - 12月22日）
  - 紅鬍子2（2019年11月1日 - 12月20日）
  - 紅鬍子3（2020年10月23日 - 12月4日）
  - 紅鬍子4（2022年11月4日 - 12月23日）
- 現在開始威脅你 第4話（2017年11月12日、日本電視台）- 飾 添島公昭
- 三個歐吉桑 新春特別篇（2018年1月2日、東京電視台） - 飾 木島修
- Miss Devil 人事惡魔·椿真子 第3話（2018年4月28日、日本電視台） - 飾 吉田忍
- 傳聞中的女人 第4話・第5話（2018年5月12日・19日、BS日視）- 飾 糸井克哉
- 神速偵探 第4話・第9話・最終話（2018年8月9日・9月13日・9月20日、讀賣電視台・日本電視台）- 飾 大陀羅貴人
- 江戶壽司王 第7話・第8話（2018年11月25日・12月2日、BS東視）- 飾 磯村慎治
- 讓女性心情轉好的方法（2019年3月16日 - 3月30日、日本電視台）- 飾 林剛
- 對面的爆紅家族 第5話 - 最終話（2019年5月3日 - 6月6日、讀賣電視台・日本電視台）- 飾 迫滝
- 臨床犯罪學者 火村英生的推理「ABC殺手」（2019年9月29日、日本電視台）- 飾 曾我部修
- 貴族降臨 -PRINCE OF LEGEND-（2019年11月28日 - 12月26日、日本電視台）- 飾 步夢
- 請別在病房裡誦經 第8話（2020年3月6日、TBS）- 飾 田沼秀一
- 魯邦的女兒 第二季 第3話 - 第7話（2020年10月29日 - 11月26日、富士電視台）‐ 飾 栗栖浩
- 江戶小姐〜愛在令和（2021年1月7日 - 3月1日、讀賣電視台・日本電視台）- 飾 鳥居直樹
- 連續電視小說 心胸咚咚（2022年4月11日 - 9月30日、NHK）- 飾 砂川智
- 為你綻放的花 第1話・第6話 - 最終話（2022年10月18日・11月22日 - 12月20日、TBS）- 飾 池谷幸次郎
- Pending Train－8時23分，明天和你在一起 （2023年4月21日 - 6月23日、TBS）- 飾 高倉康太
- 治癒系鄰居有秘密（2023年7月8日 - 9月30日、日本電視台）- 飾 柏木隆
- 跳槽的魔王大人（2023年7月17日 - 9月25日、關西電視台・富士電視台）- 飾 橫山潤也
- SEXY田中小姐（2023年10月22日 - 12月24日、日本電視台）- 飾 小西一紀
- 沒有愛的戀人們（2024年1月21日 - 3月17日、朝日放送電視台・朝日電視台）- 飾 鄉雄馬
- 366日（2024年4月8日 - 、富士電視台）- 飾 靜原吾朗

### 互聯網電視
- notty★LIVE7時間！ （2012年4月、NOTTV）週五常規MC

### 廣告
- 和風麻婆豆腐之素（1999年10月、永谷園）
- 數碼暴龍（1999年、Bandai）
- 新型PSP輕量化篇（2007年9月15日- 、SONY）

### 電影
- 熊本物語-第二部「防人們的歌」（2000年） - 歴史電影，只在熊本縣立裝飾古墳館分館、歷史公園鞠智城、温故創生館上映
- 寒蟬泣鳴之時（2008年、Phantom Film） - 飾 前原圭一
- 愛配送中心（2008年、Astea） - 飾 健太
- 小森生活向上俱樂部（2009年、Phantom Film） - 飾 小森敏宏
- 寒蟬泣鳴之時 誓（2009年、Phantom Film） - 飾 前原圭一
- 極道鮮師 THE MOVIE（2009年7月11日） - 飾 濱口公輝
- 我們正等待早晨（無限期延期） - 飾 卓也
- Slackers - 傷痕累累的友情（2009年12月5日） - 飾 尾崎ゲン
- men's egg Drummers（2011年7月） - 飾 塁
- 幸運的壺 Good Fortune（2012年2月25日） - 飾 小澤翔
- 凍牌〈劇場版〉（2013年5月18日） - 飾 K
- 劇場版 假面教師（2014年2月22日） - 飾 光太郎
- Psycho Gambler破滅的遊戲（2014年4月23日） - 飾 鐵也
- 小子☆Rock（2014年6月28日） - 飾 誠
- 雞皮疙瘩 -劇場版-（2014年9月20日）

### 舞台劇
- 白虎隊・The Idol（2010年3月17日 - 22日、新宿Space Zero、作・演出：岡本貴也、製作：DHE） - 飾 石田和助
- 12個友好的殺手（2010年8月7日 - 15日、赤坂紅劇場、作：金房實加、演出：大岩美智子、製作：堀製作） - 飾 醍醐小太郎
- 甘男子～Amadan～（2010年12月2日 - 12日、俳優座劇場、作：渡辺千穂、演出：吉田秋生、主催：BS-TBS）
- 銀行強盗前夜（2011年4月6日 - 10日、Atelier Fontaine、作、演出：一雫ライオン）
- 少しはみ出て殴られた（2012年11月30日 - 12月9日、DDD青山Cross Hall、作：土田英夫、演出：松本祐子）

### CD
- 天てれ上カルビ（2003年6月18日、古倫美亞）
- Go! Go! 玉子飯（2003年7月23日、古倫美亞）
- 天てれビッグバン（2003年12月17日、古倫美亞）
- MTK the 8th（2004年6月30日、古倫美亞）
- MTK the 9th（2005年2月23日、古倫美亞）
- MTK The BESTⅡ for LIFE（2005年7月27日、古倫美亞）
- MTK the 10th（2006年3月1日、古倫美亞）

### 其他
- Kids de view（2003年4月、Oricon Entertainment株式會社）
- 毎日小學生新聞「GO!GO!堅強！」2004年度隔週コラム連載（毎日新聞社）
- 美形目錄 vol.6（2004年7月21日、Softgarage）
- Myojo 2005年8，11月号，2006年1，2，3，4，5，6，7，8，9月号（集英社）
- Men's Popolo 流行ヘア2006年6月号（麻布台出版社）
- Popolo 2006年4，5，7月号（麻布台出版社）
- 瑪格麗特 2006年No.13，No.17号（集英社）
- JUNON 2006年8月号（主婦與生活社）
- 天才兒童MAX 月曆2005（NHK Service Center）
- 天才兒童MAX 月曆2006（NHK Service Center）
- 「橋本甜歌Birthday Events～祝・Tenkarin12歲!!～」客串演出（2005年11月20日、ライブバーション）

## 相關網站
- Shine Way
- 前田公輝 - Horipro （页面存档备份，存于）
- horipro（所属事務所） （页面存档备份，存于）
- 前田公輝的X（前Twitter）
- 前田公輝的Instagram帳戶